# 小野正嗣
小野 正嗣（おの まさつぐ、1970年11月27日 - ）は、日本の小説家・比較文学者・フランス文学者。早稲田大学文化構想学部教授。

## 来歴・人物
大分県蒲江町（現佐伯市）出身。大分県立佐伯鶴城高等学校から一浪した後、東京大学文科I類に入学するも法学部には進まず、教養学部比較日本文化論専攻に進学、卒業。同大学院総合文化研究科言語情報科学専攻博士課程単位取得退学。マリーズ・コンデを論じた博士論文でパリ第8大学よりPh.Dの学位を取得。
1996年、新潮学生小説コンクールでデビュー。2001年、「水に埋もれる墓」で第12回朝日新人文学賞受賞。2002年、『にぎやかな湾に背負われた船』で第15回三島由紀夫賞受賞。2003年、「水死人の帰還」で第128回芥川龍之介賞候補。2006年に東京大学教養学部助手、2007年に明治学院大学文学部専任講師に就任（現代フランス語圏文学）。2013年准教授。2014年立教大学文学部文学科文芸・思想専修准教授、2016年教授、2016年より、放送大学客員准教授。2019年より、早稲田大学文化構想学部教授。
2008年、「マイクロバス」で第139回芥川龍之介賞候補。2012年から朝日新聞書評委員。2013年、「獅子渡り鼻」で第148回芥川龍之介賞候補、同年、早稲田大学坪内逍遙大賞奨励賞を受賞し、『獅子渡り鼻』で第35回野間文芸新人賞候補。2015年「九年前の祈り」で芥川龍之介賞受賞。
2016年10月から23年3月まで、毎日新聞（西部本社発行、大分面・学芸面）に掌編小説「踏み跡にたたずんで」を連載。
2018年より、NHK放送『日曜美術館』にキャスターとして出演（2024年3月まで）。

## 作品リスト

### 小説

#### 単行本
- 『水に埋もれる墓』（2001年 朝日新聞社）
- 『にぎやかな湾に背負われた船』（2002年 朝日新聞社 /2005年 朝日文庫 /2015年 朝日文庫【新装版】）
- 『森のはずれで』（2006年 文藝春秋）
  - 片乳（『新潮』2004年3月号）
  - 古い皮の袋（『文學界』2004年6月号）
  - 眠る瘤（『文學界』2005年5月号）
  - 森のお菓子屋（『文學界』2006年3月号）
- 『マイクロバス』（2008年 新潮社）
  - 人魚の唄（『新潮』2003年12月号）
  - マイクロバス（『新潮』2008年4月号）
- 『線路と川と母のまじわるところ』（2009年 朝日新聞出版）
  - 旅する部族（『小説トリッパー』2005年冬季号）
  - 皮膚に残されたもの（『小説トリッパー』2006年春季号）
  - 線路と川と母のまじわるところ（『小説トリッパー』2008年冬季号）
- 『夜よりも大きい』（2010年 リトルモア）
- 『文学 ヒューマニティーズ』（2012年 岩波書店）
- 『獅子渡り鼻』（2013年 講談社/2015年 講談社文庫）
  - 獅子渡り鼻（『群像』2012年11月号）
- 『九年前の祈り』（2014年 講談社/2017年 講談社文庫）
  - 九年前の祈り（『群像』2014年9月号）
- 『残された者たち』（2015年 集英社文庫）
  - 残された者たち（『すばる』2011年8月号）
- 『水死人の帰還』（2015年 文藝春秋）
  - ばあばあ・さる・じいじい（『新潮』学生小説コンクール投稿作）
  - 夜神楽（『新潮』1997年5月号）
  - ブイになった男（『三田文学』1997年8月号）
  - 水死人の帰還（『文學界』2002年10月号）
  - おでぶではげの女の子とおじいさん（『文學界』2005年1月号）
  - みのる、一日（『新潮』2009年9月号）
- 『踏み跡にたたずんで』（2020年 毎日新聞出版）
- 『あわいに開かれて』　(2023年　毎日新聞出版)

#### 単行本未収録作品
- 庭が教えてくれたこと（『新潮』2002年7月号）
- 大きな音（『新潮』2002年8月号）
- ムク（『新潮』2005年12月号）
- 母さんのピアノ（『すばる』2010年1月号）
- 流れに運ばれまいとするもの（『すばる』2010年3月号）
- 蟻の列がほどけるとき（『早稲田文学3』）

### 随筆
- 『浦からマグノリアの庭へ』（2010年8月 白水社）
- 『歓待する文学』（2012年11月 NHK出版、同名のNHKこころをよむテキストの加筆・単行本化）

### 翻訳
- V・S・ナイポール『ミゲル・ストリート』（小沢自然共訳、2005年、岩波書店）
- エドゥアール・グリッサン『多様なるものの詩学序説』（2007年、以文社）
- ミシェル・フーコー『ミシェル・フーコー講義集成 6 社会は防衛しなければならない』（石田英敬共訳、2007年、筑摩書房）
- アミタヴ・ゴーシュ『ガラスの宮殿』（小沢自然共訳、2007年、新潮社〈新潮クレスト・ブックス〉）
- マリー・ンディアイ『ロジー・カルプ』（早川書房、2010年、ハヤカワepiブック・プラネット）
- マーサ・ヌスバウム『経済成長がすべてか?――デモクラシーが人文学を必要とする理由』（小沢自然共訳、2013年、 岩波書店）
- アキール・シャルマ『ファミリー・ライフ』（2018年、新潮社、新潮クレストブックス）
- サミュエル・ベケット『エレウテリア』（2025年、白水社）

#### その他
- 『世界文学への招待』（宮下志朗共編著, 2016年、放送大学教育振興会）

## その他

### 出演
- こころの時代「「浦」と兄 歓待の言葉を求めて 作家・小野正嗣」（2023年3月26日、NHK Eテレ）[2]
- こころの時代「ヴィクトール・フランクル それでも人生には意味がある」（2024年4月21日-9月15日、NHK Eテレ）[3]
- こころの時代「シリーズ 闘うガンディー」（2025年4月20日、NHK Eテレ）[4]